# روبرت جوتشر
روبرت جوتشر (بالألمانية: Robert Gucher) (20 فبراير 1991 بغراتس في النمسا - ) هو لاعب كرة قدم نمساوي في مركز الوسط. شارك مع منتخب النمسا تحت 17 سنة لكرة القدم ومنتخب النمسا تحت 18 سنة لكرة القدم ومنتخب النمسا تحت 19 سنة لكرة القدم ومنتخب النمسا تحت 20 سنة لكرة القدم ومنتخب النمسا لكرة القدم. أما مع النوادي، فقد لعب مع نادي جنوى ونادي فروسينوني وغراتزر أي كاي وKapfenberger SV ‏.

## وصلات خارجية
- روبرت جوتشر على موقع الاتحاد الدولي (مؤرشف)  (الإنجليزية)
- روبرت جوتشر على موقع قاعدة بيانات كرة القدم.إي يو (الإنجليزية)
- روبرت جوتشر على موقع عالم كرة القدم.نت (الإنجليزية)
- روبرت جوتشر على موقع AS.com (الإسبانية)